# 多梅罗
多梅罗（法語：Domeyrot，法語發音：[dɔmeʁo]）是法国克勒兹省的一个市镇，位于该省中部偏东北，属于盖雷区。

## 地理
多梅罗（46°15'0"N, 2°9'22"E）面积24.59 平方千米，位于法国新阿基坦大区克勒兹省，该省份为法国中部省份，位于法國中央高原西北部，北起安德尔省和谢尔省，西接维埃纳省，南至科雷兹省，东临多姆山省，东北与阿列省接壤。
与多梅罗接壤的市镇（或旧市镇、城区）包括：拉塞勒苏古宗、克吕尼亚、圣西尔万苏图勒、帕尔萨克 (克勒兹省)。

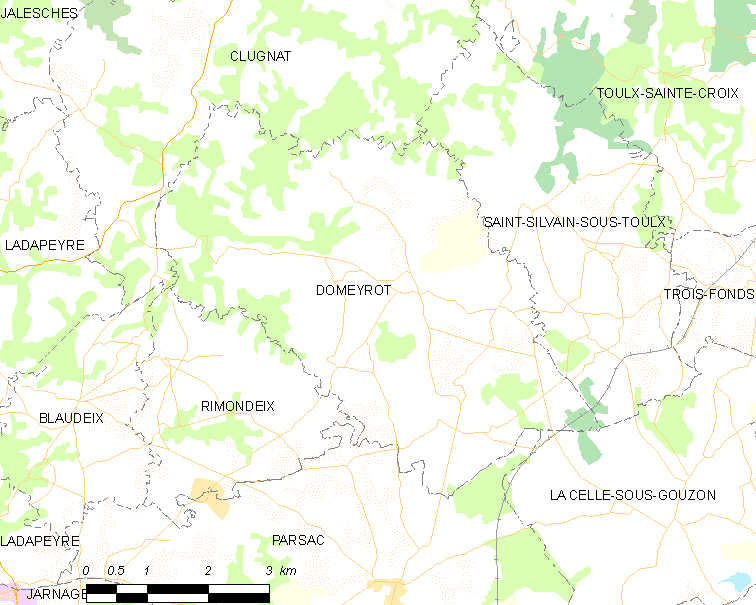
多梅罗的OSM定位图

多梅罗的时区为UTC+01:00、UTC+02:00（夏令时）。

## 行政
多梅罗的邮政编码为23140，INSEE市镇编码为23072。

## 政治
多梅罗所属的省级选区为古宗县。

## 人口

1962-2008年间多梅罗人口变化图示

多梅罗于2022年1月1日时的人口数量为232人。